# Barrio
A barrio (ejtsd: [ˈba.rːio]; spanyol szó, a hispaniai arab barri ’külterület’, ez pedig a klasszikus arab barrī ’vad’ szóból) gyűjtőnév a spanyol nyelvű országok nagyvárosainak kerületeire, vagy azok önálló identitással rendelkező részeire. Latin-Amerikában különösképpen az elszegényedett városrészeket, külvárosi kerületeket nevezik így, ahol az alacsonyabb társadalmi osztály él, ellentétben a gazdag, előkelő városrészekkel. Egyik fajtája a barrio chino (’kínai negyed’), amely olyan városrész, ahol a prostitúció és az alvilág tevékenységi helyei koncentrálódnak.